# Unikowo (Bisztynek)
Unikowo (deutsch Glockstein) ist ein Ort in der polnischen Woiwodschaft Ermland-Masuren. Er gehört zur Gmina Bisztynek (Stadt- und Landgemeinde Bischofstein) im Powiat Bartoszycki (Kreis Bartenstein).

## Geographische Lage
Unikowo liegt in der nördlichen Mitte der Woiwodschaft Ermland-Masuren, elf Kilometer westlich der früheren Kreisstadt Rößel (polnisch Reszel) bzw. 24 Kilometer südöstlich der heutigen Kreismetropole Bartoszyce (deutsch Bartenstein).

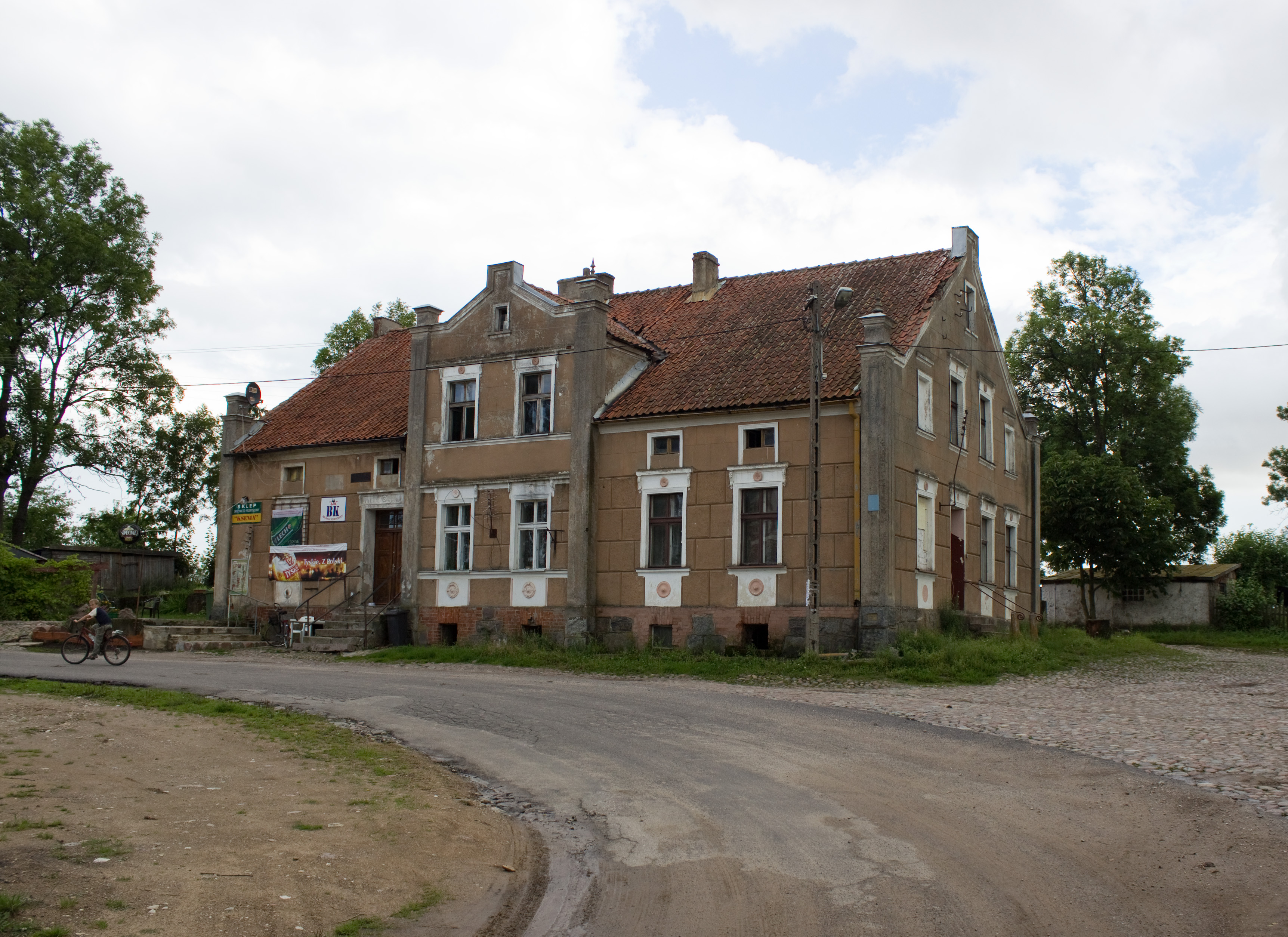
Ehemaliges Herrenhaus

|  |

## Geschichte

### Ortsgeschichte
Im Jahre 1357 wurde das damals Ossenberge – dann auch Gnogstin, Kochstein, Knogstin, vor 1785 Gnogstein – genannte Dorf gegründet: Am 11. November desselben Jahres verschrieben nämlich Bischof Johann II. Stryprock und Landvogt Heinrich von Luter die Handfeste des Ortes. Am 4. März 1582 erneuert Bischof Martin Cromer das Krugprivileg für den Ort.
Im Jahre 1785 wurde Glockstein als „königliches Bauerndorf“ mit Kirche und 53 Feuerstellen genannt, im Jahre 1820 als „königliches Dorf“ mit 50 Feuerstellen bei 334 Einwohnern.
Am 9. Juli 1874 wurde Glockstein Amtsdorf und damit namensgebend für einen Amtsbezirk im Kreis Rößel im Regierungsbezirk Königsberg (ab 1905: Regierungsbezirk Allenstein) in der preußischen Provinz Ostpreußen.
Das Dorf Glockstein zählte im Jahre 1885 insgesamt 580 Einwohner, im Jahre 1910 waren es 561, und in den Jahren 1933 und 1939 noch 526 bzw. 501.
In Kriegsfolge kam 1945 das gesamte südliche Ostpreußen zu Polen. Glockstein erhielt in diesem Zusammenhang den polnischen Namen Unikowo und ist heute eine Ortschaft im Verbund der Stadt- und Landgemeinde Bisztynek (Bischofstein) im Powiat Bartoszycki (Kreis Bartenstein), zwischen 1975 und 1998 der Woiwodschaft Olsztyn, seither der Woiwodschaft Ermland-Masuren zugehörig. Im Jahre 2021 zählte Unikowo 183 Einwohner.

### Amtsbezirk Glockstein (1874–1945)
Zum Amtsbezirk Glockstein gehörten in der Zeit seines Bestehens vier Kommunen:
| Deutscher Name | Polnischer Name |
| -------------- | --------------- |
| Glockstein     | Unikowo         |
| Schellen       | Ryn Reszelski   |
| Schöneberg     | Wysoka Dąbrowa  |
| Tornienen      | Tarniny         |

## Kirche

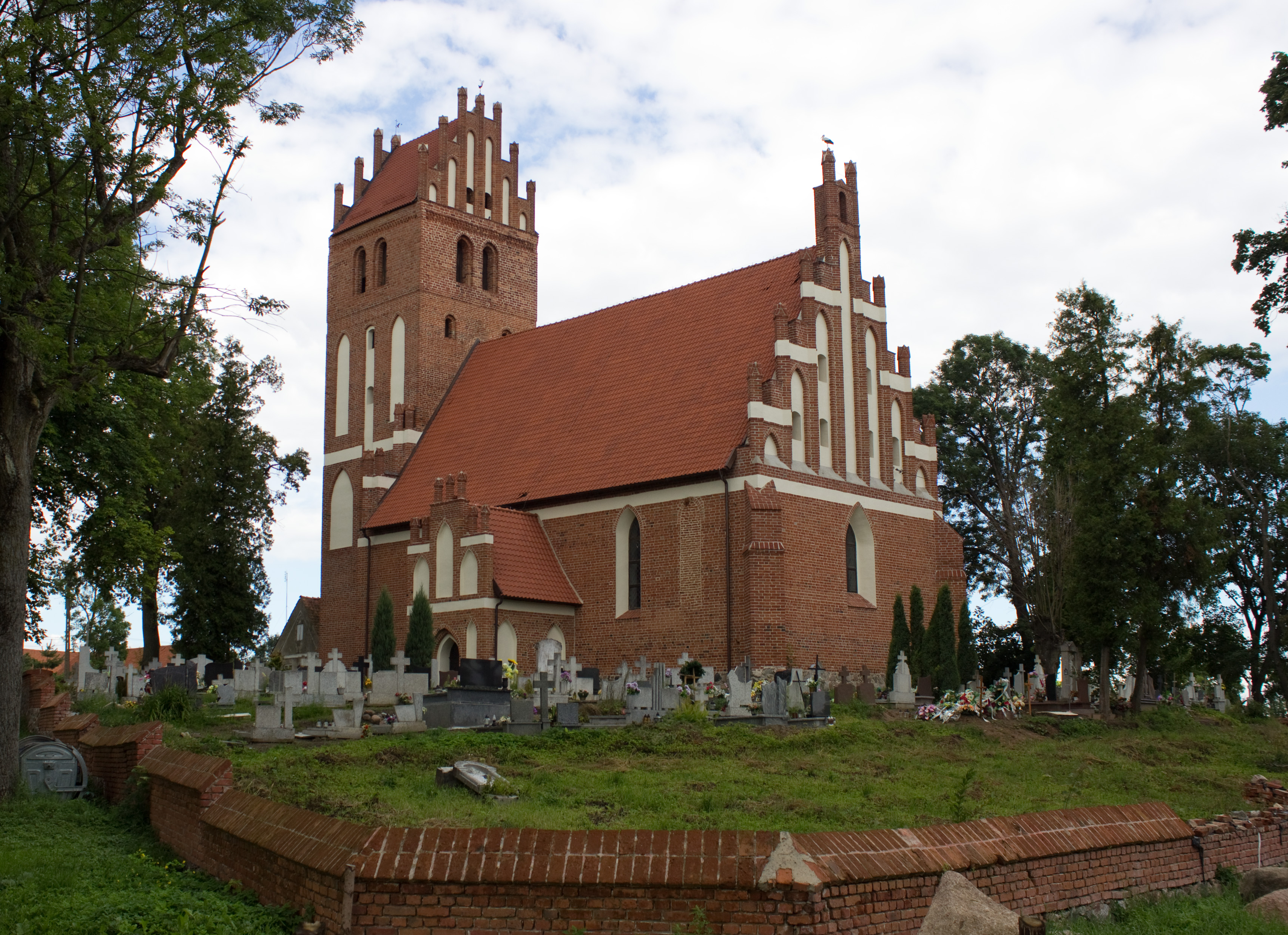
Die St.-Johannes-der-Täufer-Kirche in Unikowo

### Römisch-katholisch
Unikowo ist ein altes Kirchdorf. Davon zeugt auch heute noch die aus dem 14. Jahrhundert stammende gotische Pfarrkirche. Die reformatorische Lehre konnte in Glockstein nicht Fuß fassen. Die Johannes dem Täufer gewidmete Pfarrei Glockstein gehört heute zum Dekanat Reszel (Rößel) im Erzbistum Ermland.

### Evangelisch
Bis 1945 war Glockstein in die evangelische Kirche Bischofstein in der Kirchenprovinz Ostpreußen der Kirche der Altpreußischen Union eingepfarrt. Heute gehört Unikowo zur Kirche in Bartoszyce, einer Filialkirche der Pfarrei Kętrzyn (Rastenburg) in der Diözese Masuren der Evangelisch-Augsburgischen Kirche in Polen.

## Verkehr
Unikowo liegt im Kreuzungspunkt mehrerer regionaler Nebenstraßen, die den Ort mit der Stadt Bisztynek (Bischofstein) und auch den Nachbarorten Sątopy (Santoppen) oder Görkendorf (1928 bis 1945 Teistimmen, polnisch Tejstymy) verbinden. Ein Bahnanschluss existiert nicht.

## Persönlichkeiten

### Aus dem Ort gebürtig
- Hugo Neumann (* 1. September 1882 in Glockstein), deutscher Politiker (Zentrum), Mitglied des Reichstages und der Provinziallandtages Ostpreußen († 1971)

### Mit dem Ort verbunden
- Franz Zagermann (1882–1945), deutscher römisch-katholischer Geistlicher, wurde am 26. Februar 1945 in Glockstein von sowjetischen Soldaten ermordet.